# 布雷鎮區 (明尼蘇達州彭寧頓縣)
布雷鎮區（英語：Bray Township）是位於美國明尼蘇達州彭寧頓縣的一個行政鎮區。

## 地方資料
布雷鎮區的面積為93.41平方千米，當中陸地面積為92.91平方千米，而水域面積為0.50平方千米。根據2020年美國人口普查的數據，當地共有人口53人，而人口密度為每平方千米0.57人。